# 滇南报春
滇南报春（学名：Primula henryi）为报春花科报春花属下的一个种。

## 扩展阅读
- 維基物種上的相關：滇南报春